# Cape Wrath
Cape Wrath är en udde i Storbritannien.   Den ligger i kommunen Highland och riksdelen Skottland, i den norra delen av landet, 800 km norr om huvudstaden London.
Terrängen inåt land är huvudsakligen kuperad, men den allra närmaste omgivningen är platt. Havet är nära Cape Wrath åt nordväst.  Trakten runt Cape Wrath är nära nog obefolkad, med mindre än två invånare per kvadratkilometer. Närmaste större samhälle är Kinlochbervie, 18,8 km söder om Cape Wrath. Trakten runt Cape Wrath består i huvudsak av gräsmarker.